# プレトリア
プレトリア（アフリカーンス語・英語: Pretoria）は、南アフリカ共和国ハウテン州北西部のツワネ市都市圏にある地区。同国の大統領官邸を始めとする行政府が立地し、対外的には当地が南アフリカ共和国の首都（行政首都）と認識されている。
2000年までは、単独の都市としての権限を有していた。
アフリカ有数の世界都市であり、アフリカ最大の経済大国、南アフリカ共和国の政治的な中心都市の一つであり、各国の大使館も多くが当地区に建てられているためアフリカでも最重要な部類に位置付けられる都市である。

## 名称
プレトリアの名称は、イギリスによる植民地支配に抵抗したアフリカーナー（ポール族、オランダ系移民）のアンドリース・プレトリウスに由来している。
2005年3月8日、プレトリアの市議会によって市名をツワネ（Tshwane）に改名する事が決議される。同年5月26日、南ア地名評議会（SAGNC）が「ツワネ」に改名する案を認めた。「ツワネ」は先住民ンデベレ族の首長の名前であり、アフリカーナーは改名に猛反対している。
結果的にプレトリアを含む14自治体の新設合併によって新たに「ツワネ市都市圏」が成立し、プレトリアはツワネ市都市圏の一行政区として存続することになったため現在は「プレトリア」と言う名称の自治体は存在していない。そのため、日本で発行される地図では首都を従前通り「プレトリア」と表記するものや「プレトリア（ツワネ）」と並記するものが混在しているが、外務省では首都を「プレトリア」としており、国連の地名標準記法一覧表においても首都は「プレトリア」と表記されている。プレトリアと同様、都市圏の拡大により「首都」の定義に議論があるケースとしては、インドの首都機能が置かれるニューデリーを包摂するデリー連邦直轄地が挙げられる。
プレトリアの域内には約70,000本にも渡るジャカランダの街路樹に覆われていることから「ジャカランダの街」と言われている。

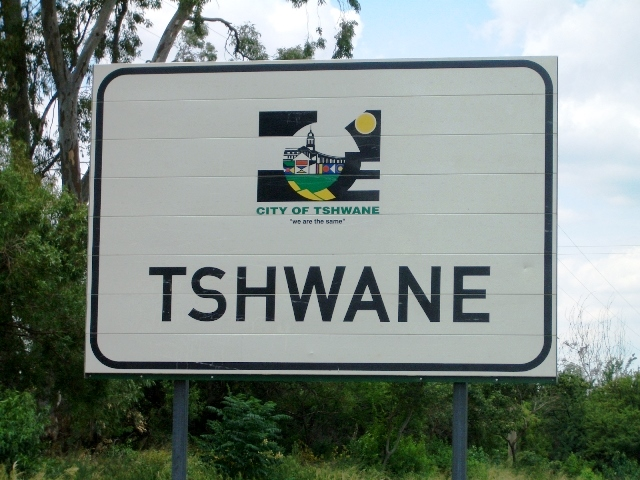
ツワネの標識

## 地理
ヨハネスブルグの北55kmにあり、地理的にはブッシュベルトとハイベルトの間のマガリースベルク山地の谷間に位置するため、寒気から守られている。亜熱帯気候 （ケッペンの気候区分の温帯夏雨気候 (Cwa)）に属し、年間平均気温は約19度C、年間降水量は700mmである。月間平均気温は9月から3月が25度C以上、4月から8月が24度C以下で、2013年1月に最高気温42度Cを記録した。最低気温は5月から8月に零下となることがあるが、降雪はほとんど無い。
| プレトリアの気候                      | プレトリアの気候 | プレトリアの気候 | プレトリアの気候 | プレトリアの気候 | プレトリアの気候 | プレトリアの気候 | プレトリアの気候 | プレトリアの気候 | プレトリアの気候 | プレトリアの気候 | プレトリアの気候 | プレトリアの気候 | プレトリアの気候 |
| 月                                    | 1月              | 2月              | 3月              | 4月              | 5月              | 6月              | 7月              | 8月              | 9月              | 10月             | 11月             | 12月             | 年               |
| ------------------------------------- | ---------------- | ---------------- | ---------------- | ---------------- | ---------------- | ---------------- | ---------------- | ---------------- | ---------------- | ---------------- | ---------------- | ---------------- | ---------------- |
| 最高気温記録 °C （°F）                | 42 (108)         | 37 (99)          | 35 (95)          | 33 (91)          | 29 (84)          | 25 (77)          | 26 (79)          | 31 (88)          | 34 (93)          | 36 (97)          | 39 (102)         | 37 (99)          | 36 (97)          |
| 平均最高気温 °C （°F）                | 29 (84)          | 28 (82)          | 27 (81)          | 24 (75)          | 22 (72)          | 19 (66)          | 20 (68)          | 22 (72)          | 26 (79)          | 27 (81)          | 27 (81)          | 28 (82)          | 25 (77)          |
| 日平均気温 °C （°F）                  | 23.5 (74.3)      | 22.5 (72.5)      | 21.5 (70.7)      | 18 (64)          | 15 (59)          | 12 (54)          | 12.5 (54.5)      | 15 (59)          | 19 (66)          | 20.5 (68.9)      | 21.5 (70.7)      | 22.5 (72.5)      | 18.6 (65.5)      |
| 平均最低気温 °C （°F）                | 18 (64)          | 17 (63)          | 16 (61)          | 12 (54)          | 8 (46)           | 5 (41)           | 5 (41)           | 8 (46)           | 12 (54)          | 14 (57)          | 16 (61)          | 17 (63)          | 12 (54)          |
| 最低気温記録 °C （°F）                | 8 (46)           | 11 (52)          | 6 (43)           | 3 (37)           | −1 (30)          | −6 (21)          | −4 (25)          | −1 (30)          | 2 (36)           | 4 (39)           | 7 (45)           | 7 (45)           | −6 (21)          |
| 降水量 mm （inch）                    | 154 (6.06)       | 75 (2.95)        | 82 (3.23)        | 51 (2.01)        | 13 (0.51)        | 7 (0.28)         | 3 (0.12)         | 6 (0.24)         | 22 (0.87)        | 71 (2.8)         | 98 (3.86)        | 120 (4.72)       | 703 (27.68)      |
| 平均降水日数                          | 14               | 11               | 10               | 7                | 3                | 1                | 1                | 2                | 3                | 9                | 12               | 15               | 87               |
| 平均月間日照時間                      | 261              | 235              | 254              | 246              | 283              | 271              | 289              | 296              | 284              | 275              | 254              | 272              | 3,220            |
| 出典1：South African Weather Service  |                  |                  |                  |                  |                  |                  |                  |                  |                  |                  |                  |                  |                  |
| 出典2：The Weather Network (sun only) |                  |                  |                  |                  |                  |                  |                  |                  |                  |                  |                  |                  |                  |

## 歴史
- 1852年に建国したトランスヴァール共和国の首都として繁栄し、イギリスによる併合や独立後も南アフリカの中心都市として発展した。
- 1952年、南アフリカが対日平和条約の批准書をアメリカ国務省に帰宅したことを受け、日本政府はプレトリアに総領事館を開設することを閣議決定[8]。

## 教育
南アフリカ随一の規模を誇るプレトリア大学を有する。

## 政治

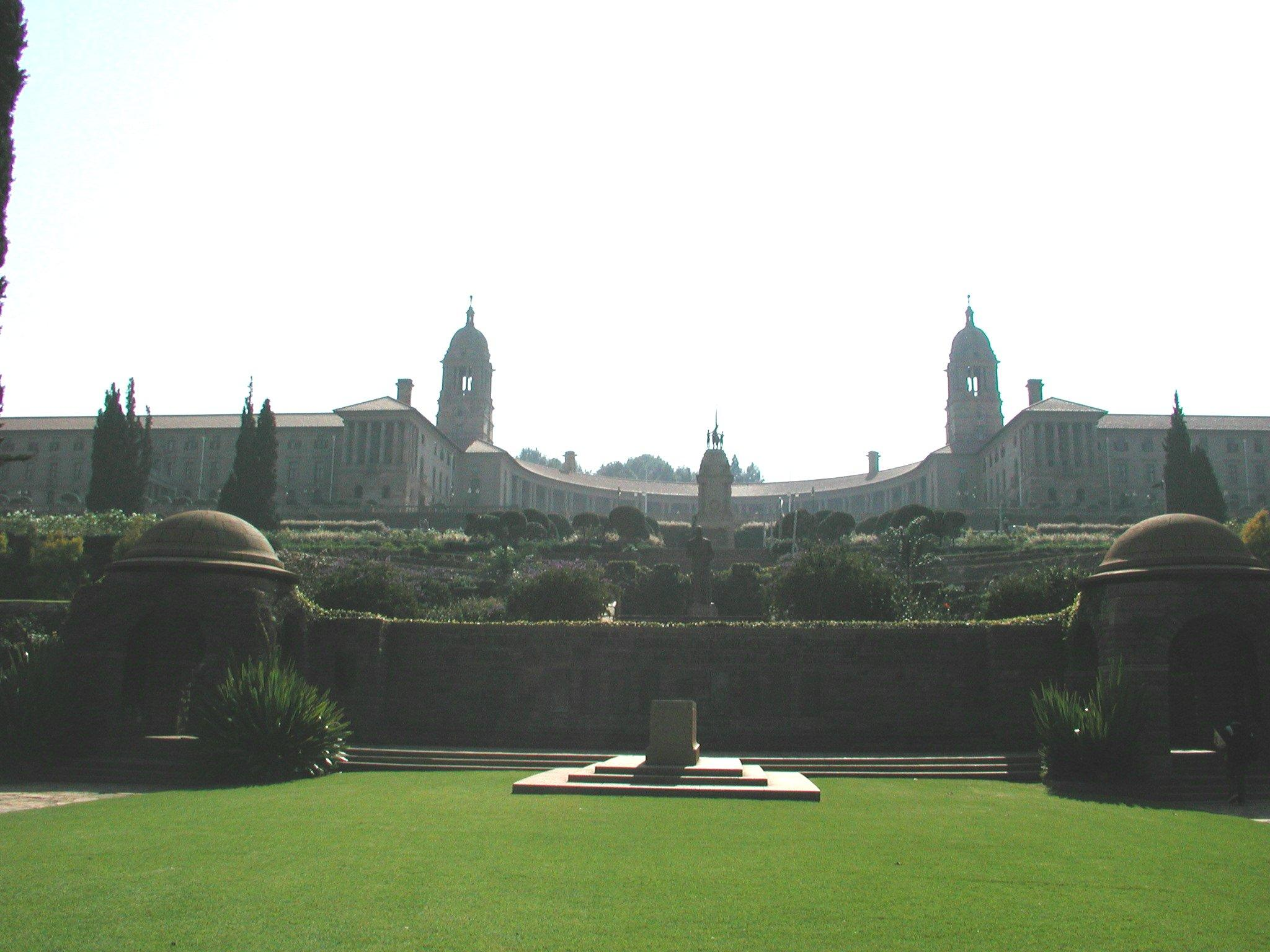
ユニオンビル

南アフリカの行政府所在地で、大統領府などが入る建物は「ユニオンビル」と呼ばれている。

## 人口動態
プレトリア地区内の人種構成は白人が67.69%と半数を占め、黒人は24.51%と少数派である。その他、カラード6.23%、インド・アジア系1.57%となっている。
プレトリア地区内で第一言語として話される言語はアフリカーンス語が61.2%と大半を占めている。次に英語が15.0%、北ソト語5.5%、ツワナ語4.3%となっている。（2001年センサス）

## 経済
鉄鋼業が盛んであり、南アフリカの鉄鋼の大部分が生産される。また自動車や機械部品などが主に生産される。

## 交通

### 鉄道
中心となる駅はプレトリア駅である。
- ハウトレイン…プレトリア駅からヨハネスブルクパーク駅まで36分、運賃は68ランドと高いが安全性は高い。
- メトロレール…プレトリア駅からヨハネスブルクパーク駅まで1時間11〜43分、運賃は10.50〜21ランドと安い。
- トランスネット
  - キャピタルパーク・プレトリア駅（ブルートレイン始発駅）

## 文化

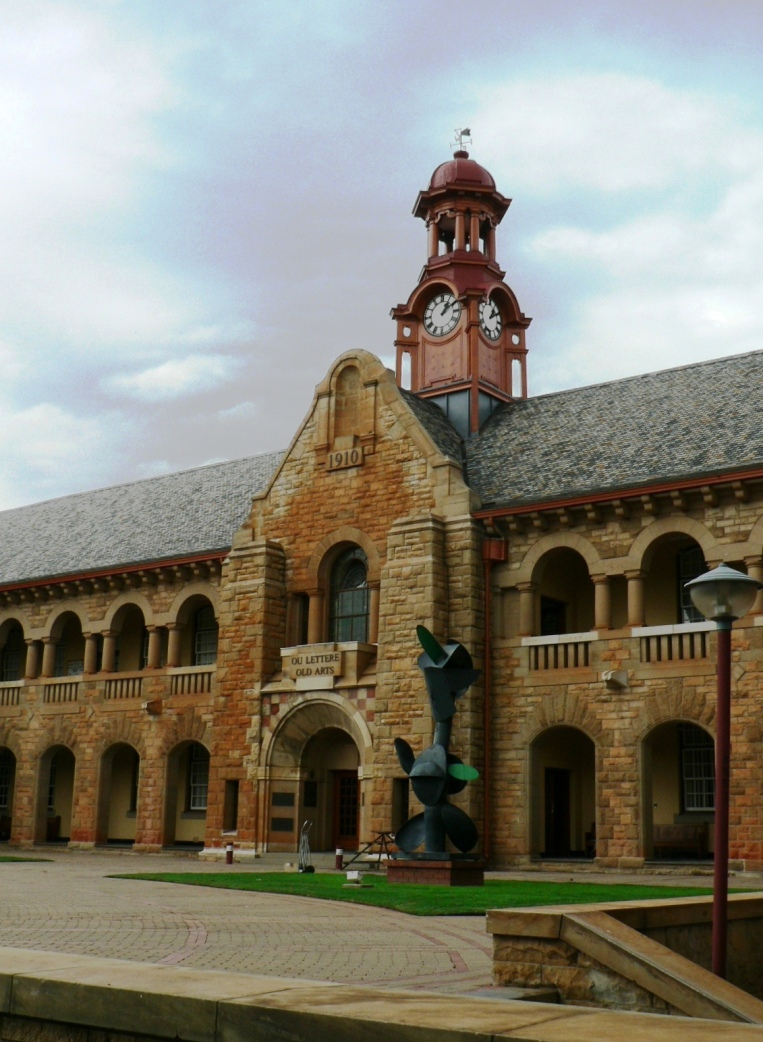
プレトリア大学

プレトリアは南アフリカの中でも主要な学園都市であり、プレトリア大学や南アフリカ大学 (UNISA) などがあり、遠隔教育も行われている。また、科学・工業研究評議会 (CSIR) も所在する。

### スポーツ
- ユナイテッドラグビーチャンピオンシップ（ラグビー国際リーグ）
  - ブルズ（ホームタウン：ロフタス・ヴァースフェルド・スタジアム）
- カリーカップ(ラグビー南アフリカリーグ)
  - ブルー・ブルズ(ホームタウン:ロフタス・ヴァースフェルド・スタジアム)
- プレミア・サッカーリーグ（サッカー南アフリカリーグ）
  - マメロディ・サンダウンズ（ホームタウン：ロフタス・ヴァースフェルド・スタジアム）

## 観光

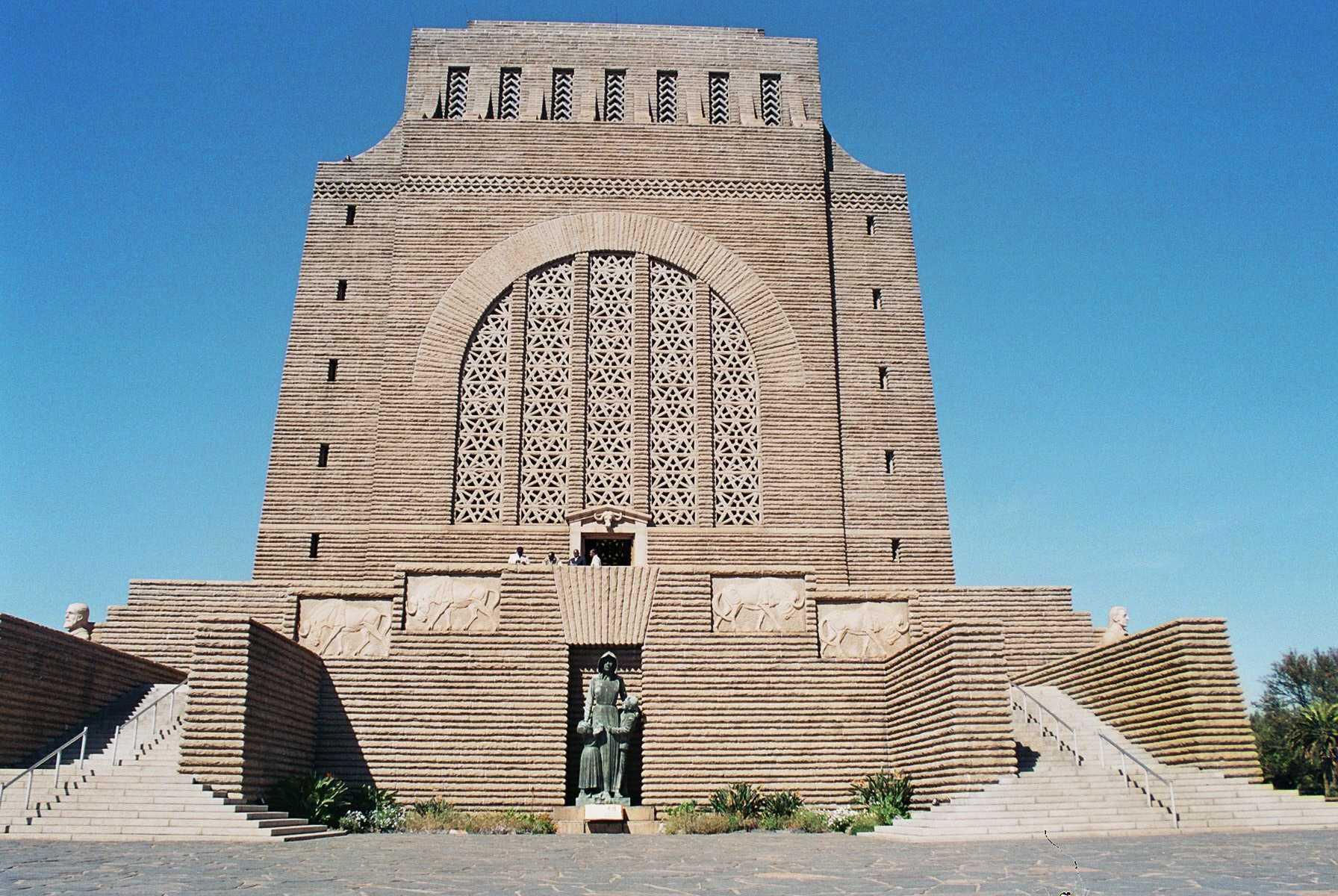
フォールトレッカー開拓記念碑

- 南アフリカ国立動物園
- 国立歴史博物館（アフリカの窓）
- 南アフリカ空軍博物館
- チャーチ・スクエア
- トランスバール博物館
- フォールトレッカー開拓記念碑
- ポール・クリューガー旧宅

メルローズ・ハウス
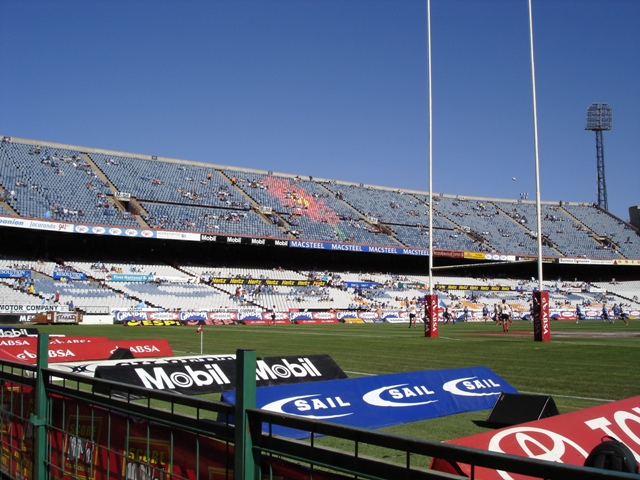
ロフタス・ヴァースフェルド・スタジアム
- ユニオンビル
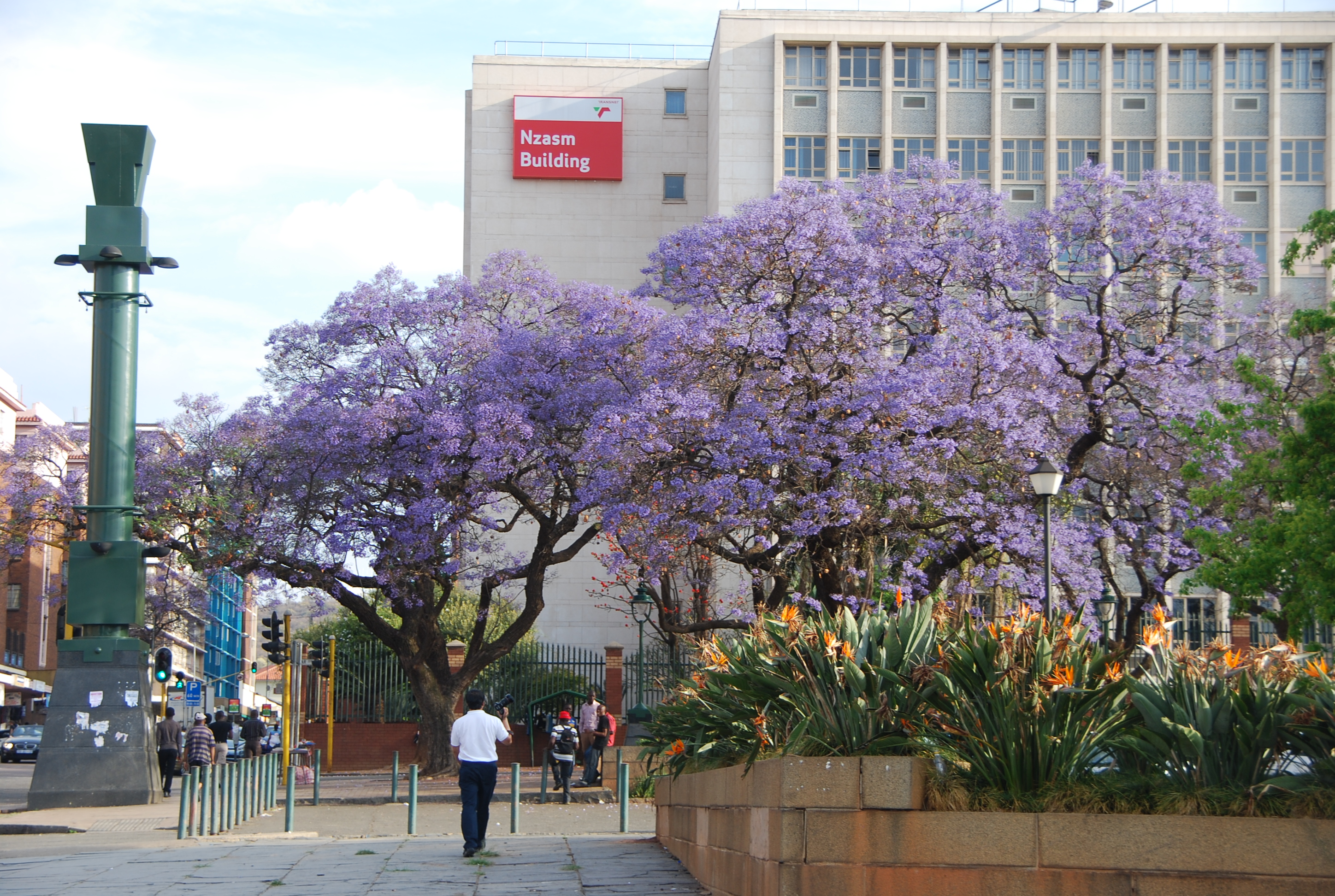
プレトリア市役所とその前のプレトリウス広場

- メルローズ・ハウス
- ロフタス・ヴァースフェルド・スタジアム
- プレトリア市役所前広場のジャカランダ

### ジャカランダの町
南アフリカの町にはジャカランダがあちこちに植えられていていて春先の開花時期（10〜11月）に観光客も多いが、特にプレトリアは「ジャカランダの町」（Jacaranda City）と呼ばれていて、街路や広場にこの木の並木が多い。

## 姉妹都市
- ベツレヘム、パレスチナ
- ヨハネスブルグ、南アフリカ共和国
- ワシントンD.C.、アメリカ合衆国
- 台北市、中華民国
- キエフ、ウクライナ
- テヘラン、イラン
- バクー、アゼルバイジャン
- アンマン、ヨルダン
- デルフト、オランダ

## 出身有名人
- アーノルド・ヴォスルー - 俳優
- オスカー・ピストリウス - 陸上選手
- AB・デ・ヴィリアーズ (AB de Villiers)  - クリケット選手
- ジャコ・フォーリー (Jaco Fourie)  - 馬術選手
- マーク・フィッシュ (Mark Fish)  - サッカー選手
- ロイ・ウェガリー (Roy Wegerle)  - サッカー選手
- ロバート・カルヴァート (Robert Calvert)  - 詩人、作家
- ルイス・ヘンリック・ポンジェッター - ダンサー兼歌手(西ドイツのユニットDschinghis Khanのセンターダンサー)
- キャメロン・ファンデルバーグ - 競泳選手(2014年8月現在、2つの世界記録保持者)
- イーロン・マスク - 起業家(PayPal社の前身であるX.com社、スペースX社などを設立)